# Институт криосферы Земли СО РАН
Институт криосферы Земли СО РАН — институт Тюменского научного центра (Сибирское отделение Российской академии наук), созданный в 1991 году в городе Тюмень.
Основатель института — В. П. Мельников. Институт был образован с целью исследования структуры и эволюции криосферы земли
С 1997 года институт выпускает журнал «Криосфера Земли».

## Руководство
Директора института по году назначения:
- 1991 — Мельников, Владимир Павлович
- 2015—2022 Садуртдинов, Марат Ринатович[2].